# Paperinika
Paperinika è un personaggio immaginario dei fumetti alter ego di Paperina, creato da Guido Martina e Giorgio Cavazzano. È apparsa per la prima volta nel 1973 nella storia Paperinika e il filo di Arianna, pubblicata su Topolino n. 906.

## Genesi ed evoluzione del personaggio
Paperinika è la controparte femminile di Paperinik, l'alter ego mascherato di Paperino; paladina del gentil sesso nonché femminista sfegatata, che stanca della pretesa superiorità degli uomini e di Paperino in particolare, decide di creare la sua identità segreta da contrapporre a Paperinik grazie all'aiuto dell'amica Genialina Edy Son, la quale le progetta speciali congegni meccanici e le modifica l'auto. Nella storia successiva, Paperinika contro Paperinik, si trova a combattere contro Paperinik. Nella storia Paperinika e il filo di Arianna il suo costume è di colore blu, mentre in Paperinika contro Paperinik diventa rosso; nella terza avventura, Paperinika e la selvaggia banda dei mekanos, indossa un costume simile a quello di Paperinik, già vistole addosso nella versione del personaggio apparsa sul Manuale di Paperinik del 1972 (illustrata da Giovan Battista Carpi su testi di Elisa Penna), dove veniva chiamata Paperinikka, ma nelle successive avventure ritornerà ad indossare la versione della sua seconda apparizione.

## Storia editoriale
Il personaggio viene ideato in Italia per mano di Guido Martina e Giorgio Cavazzano che realizzano dal 1973 al 1980 un gruppo di storie nel quale Paperinika compare come protagonista o co-protagonista insieme a Paperinik; successivamente il personaggio viene ripreso in Brasile all'interno del "Club degli Eroi Disney" insieme a Paperinik, Super Pippo e altri. Dopo una lunga assenza il personaggio riappare nel 2007 con la storia Il ritorno di Paperinika, pubblicata su Topolino n. 2678 sul quale le viene dedicata anche la copertina; la Banda Bassotti rapina diverse banche e gioiellerie di Paperon de Paperoni, nonché il deposito stesso, e la colpa ricade ingiustamente su Genialina, data l'assenza di Paperinik, interviene Paperinika che cattura i Bassotti e scagiona la sua amica Genialina. A questa seguiranno altre storie col personaggio come Paperinik e il mondo di Welk, Paperinik contro Paperinika - Supersfida a Paperopoli, Paperinik, Paperinika e il fidanzato perfetto, Paperinik, Paperinika e la romantica vendicatrice, Paperinika contro la vendicatrice del cattivo gusto, Paperinik e Paperinika supereroi al gelo oltre a comparire nel 2008 nel ciclo di storie Ultraheroes nel quale diviene membro dell'omonimo gruppo di supereroi; nella saga evolve la rivalità tra Paperinik e Paperinika, dalla quale nasce a poco a poco un innamoramento; i due supereroi, però, non conoscono le rispettive identità e, quindi, non sanno che si stanno affezionando allo stesso partner che già hanno nella loro vita reale.

### Elenco parziale apparizioni[12]
- Paperinika e il filo di Arianna (Topolino n. 906, 1973)[13]
- Paperinika contro Paperinik (Topolino n. 923, 1973)[14]
- Paperinika e la selvaggia banda dei mekanos (Topolino n. 1290, 1980)[15]
- Paperinik e il mistero di Tuba Mascherata (Topolino n. 1632, 1987)[16]
- Dal Diario di Paperina: Foto molto indiscrete (Topolino n. 1809, 1990)
- Due puntate della "papernovela" Il papero del mistero (Topolino dal n. 2115 al n. 2138, 1996)[17]
- Il ritorno di Paperinika (Topolino n. 2678, 2007)[4]
- Saga di Ultraheroes (Topolino dal n. 2726 al n. 2734, 2008)[11]
- Paperinik e il mondo di Welk (Paperinik Cult n. 59, 2010)[5]
- Paperinik contro Paperinika - Supersfida a Paperopoli (Paperinik Cult n. 63, 2010)[6]
- Paperinik, Paperinika e il fidanzato perfetto (Topolino n. 2874, 2010)[7]
- Paperinik, Paperinika e la romantica vendicatrice (Topolino n. 2986, 2013)[8]
- Paperinika contro la vendicatrice del cattivo gusto (Paperinik Appgrade n. 15, 2013)[9]
- Paperinik e Paperinika supereroi al gelo (Topolino n. 3028, 2013)[10]
- Paperina in: Paperinika torna in azione (Topolino n. 3183, 2016)[10]

### Ristampe
Negli anni duemilaventi le principali storie di culto di Paperinika, assieme a molte altre dei diversi supereroi Disney, vengono ristampate sulla testata bimestrale "Il Club dei Supereroi", il quale per commemorare i 50 anni di questa supereroina del fumetto Disney le dedica anche interamente il n. 11 del 15 Marzo 2023.

## Versioni estere del personaggio
- Bretone: Fanpanez
- Danese: Supersine
- Esperanto: Superansino
- Finlandese: Naistaikaviitta
- Finnico: Viitatar
- Francese: Fantomialde
- Greco: Φάντομ Νταίζυ (Phantom Daisy)
- Inglese: Super Daisy
- Polacco: Superkwoczka
- Portoghese: Super Pata
- Spagnolo: Patomasa
- Svedese: Super-Kajsa
- Tedesco: Phantomime